# Ixias balice
Ixias balice är en fjärilsart som först beskrevs av Jean Baptiste Boisduval 1836.  Ixias balice ingår i släktet Ixias och familjen vitfjärilar. Inga underarter finns listade i Catalogue of Life.